# Линия M1 (Будапештский метрополитен)
Линия M1 — самая старая из четырёх линий Будапештского метрополитена. Её открытие в 1896 году позволило Будапешту стать первым городом континентальной Европы с метрополитеном. В 1973 году была незначительно продлена. На схемах обозначается жёлтым цветом.

## Описание
Длина линии — 4,4 км, на ней находятся 11 станций. Значительная часть линии от станции Байчи-Жилински ут до станции Хёшёк тере проходит под центральной улицей Пешта — проспектом Андраши. Линия вытянута с юго-запада на северо-восток, ведёт из центра города в северо-восточные районы.
Платформы и подвижной состав «исторической» первой линии Будапештского метро резко отличаются от трёх других линий. Поезда на линии скорее напоминают трамваи, имеют расчётную пассажировместимость 246 человек (7 чел./м²) и состоят из трёх небольших сочленённых вагонов, по традиции выкрашенных в жёлтый цвет. Все станции — с двумя боковыми платформами, которые имеют небольшую длину, соответствующую 30-метровой длине поезда. Станции оформлены в одинаковом стиле (за исключением Деак Ференц тер, Сечени фюрдё и Мексикои ут, которые имеют более современный облик) и имеют небольшую глубину. Также характерной особенностью линии являются небольшие перегоны между станциями — средняя длина перегона — 400 метров.
Переход на другие линии метро осуществляется на станции Деак Ференц тер. Транспортная нагрузка на первую линию метро ниже, чем на две другие; однако она популярна у туристов из-за своего необычного внешнего вида, исторического статуса, а также благодаря тому, что связывает центр города с такими туристическими достопримечательностями, как проспект Андраши, площадь Героев, парк Варошлигет, купальни Сеченьи и др.

## Пересадки
| Линия | Со станции      | На станцию      |
| ----- | --------------- | --------------- |
|       | Деак Ференц тер | Деак Ференц тер |
|       | Деак Ференц тер | Деак Ференц тер |

## История
Открытие метрополитена в Будапеште в 1896 году было частью программы грандиозных празднований в честь тысячелетия «обретения венграми родины», то есть прихода венгерских племён на территорию современной Венгрии. План постройки был утверждён Национальной ассамблеей в 1870 году, работы стартовали в 1894 году. Строительство вела немецкая компания Siemens & Halske, строительство велось открытым способом. Работы были выполнены за два года, на строительстве трудилось более 2 тысяч человек, при работах использовалось самое современное на тот момент оборудование. Торжественное открытие линии состоялось 2 мая 1896 года, на нём присутствовал император Франц Иосиф.
Первый участок, переданный в эксплуатацию в 1896 году, включал 11 станций от станции «Гизелла тер» (ныне Вёрёшмарти тер) до станции «Артези фюрдё» (ныне Сеченьи фюрдё), причём две заключительные — «Аллаткерт» и «Сеченьи Фюрдё» располагались на поверхности. Первый в Европе моторный поезд Будапештского метрополитена был отправлен во второй половине дня 2 мая 1896 года, а 8 мая 1896 года по линии подземки совершил поездку император Франц Иосиф I.
В 1973 году северная часть линии подверглась перестройке, была сооружена станция «Мексикои ут», ставшая конечной, была ликвидирована наземная станция «Аллаткерт» (венг. Állatkert), существовавшая между станциями «Сеченьи фюрдё» и «Хёшёк тере», а станция «Сеченьи фюрдё» была перестроена в подземную станцию.

## Галерея

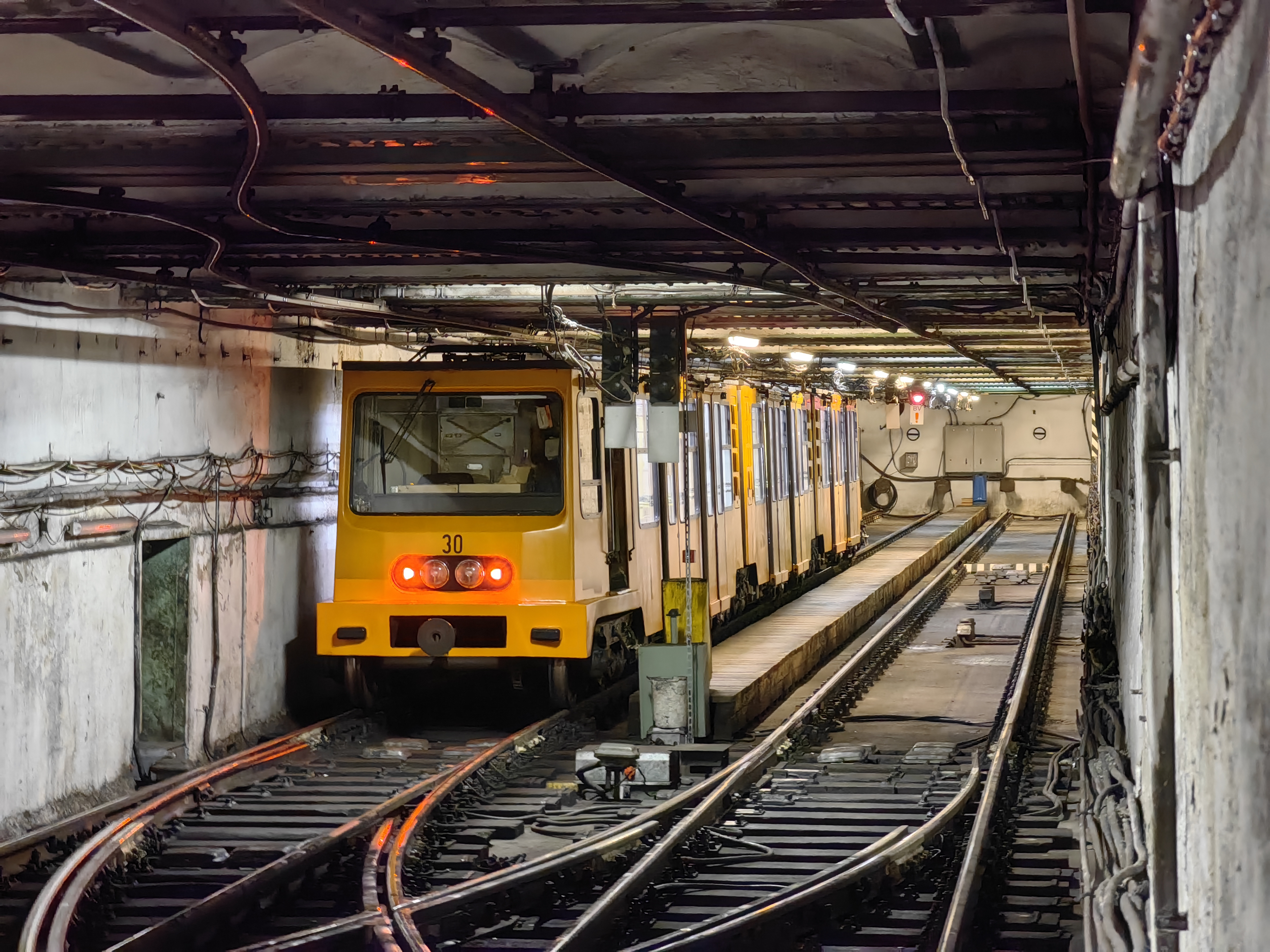
Vörösmarty tér
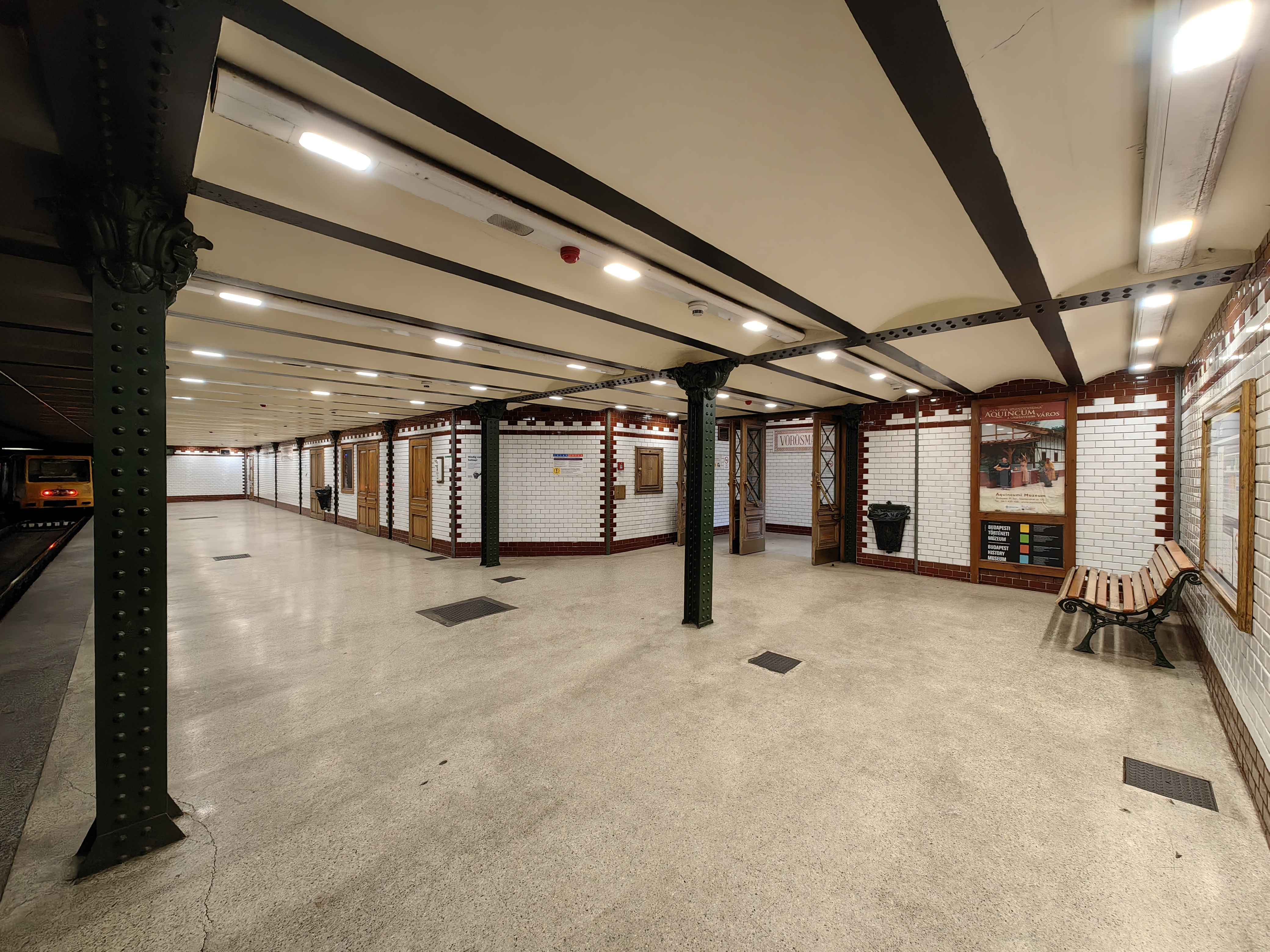
Vörösmarty tér
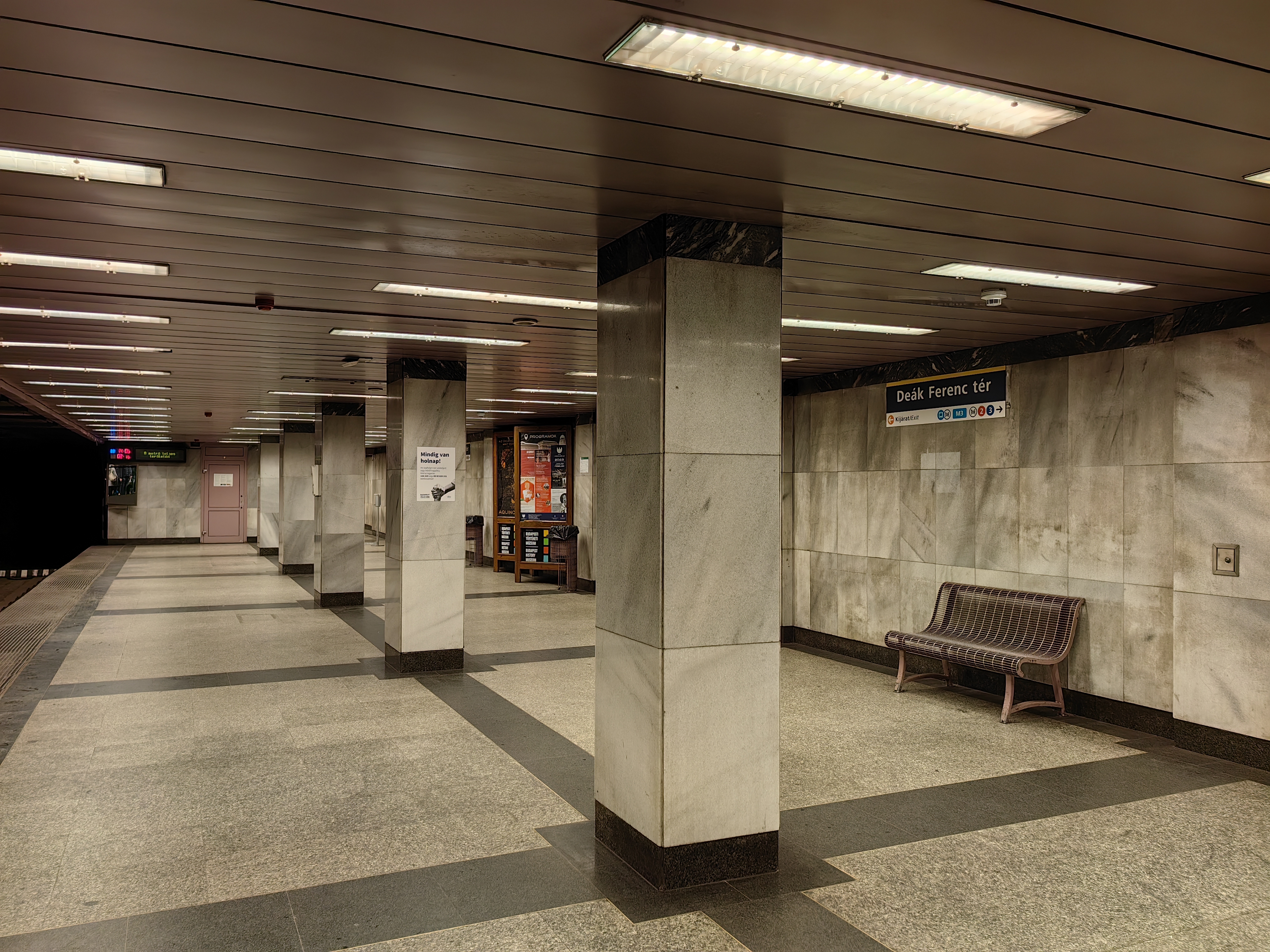
Deák Ferenc tér
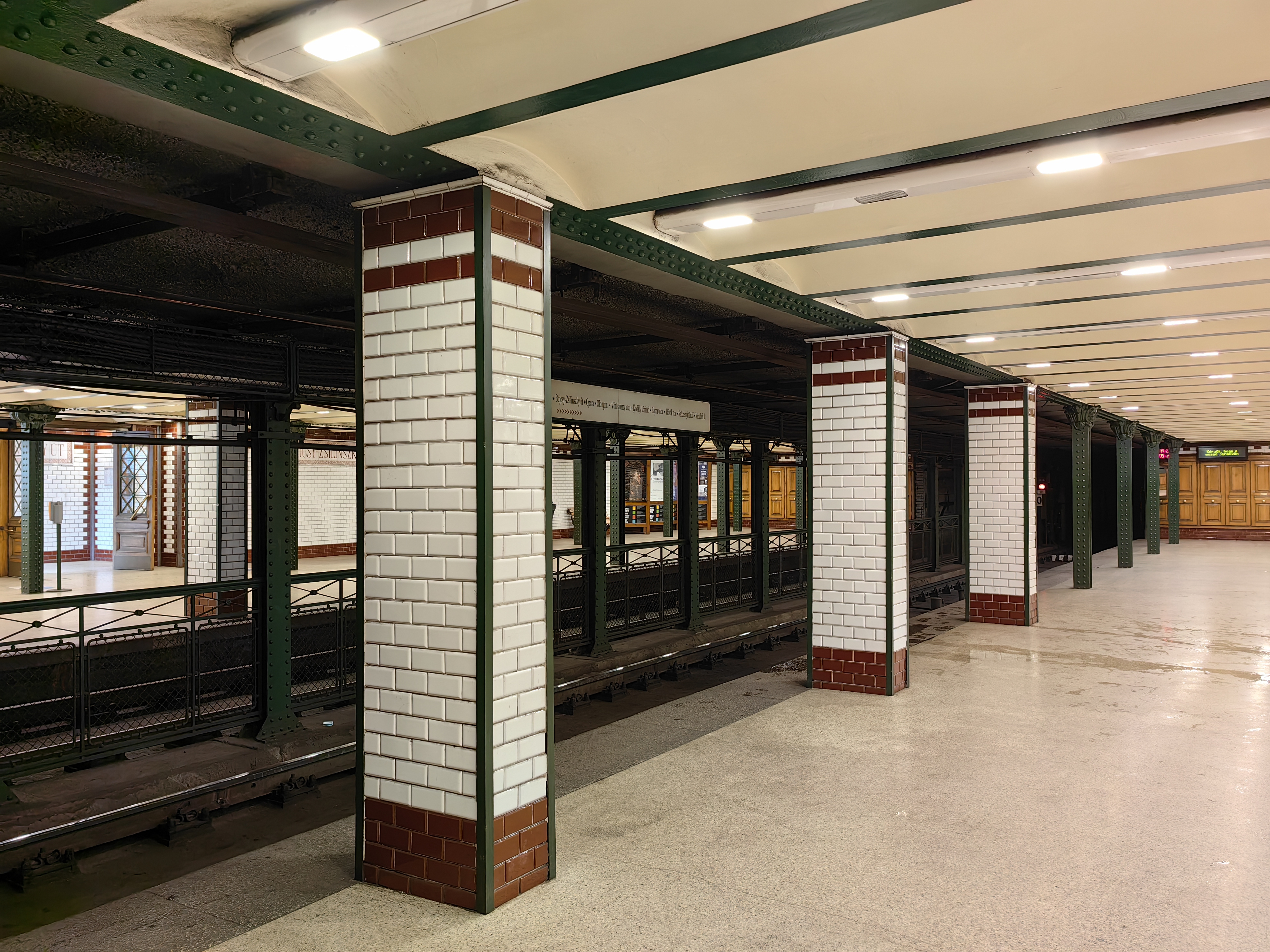
Bajcsy-Zsilinszky út
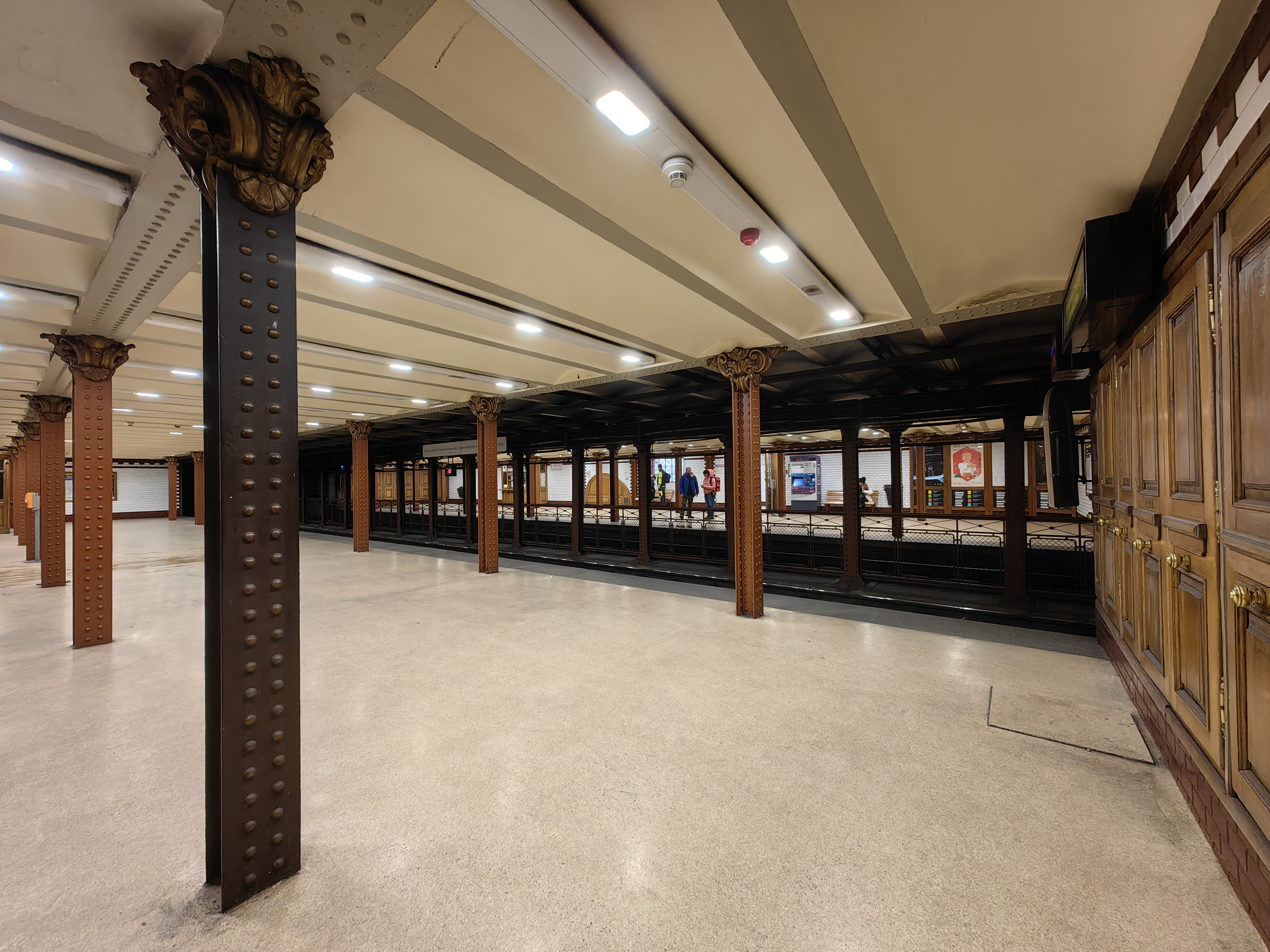
Opera
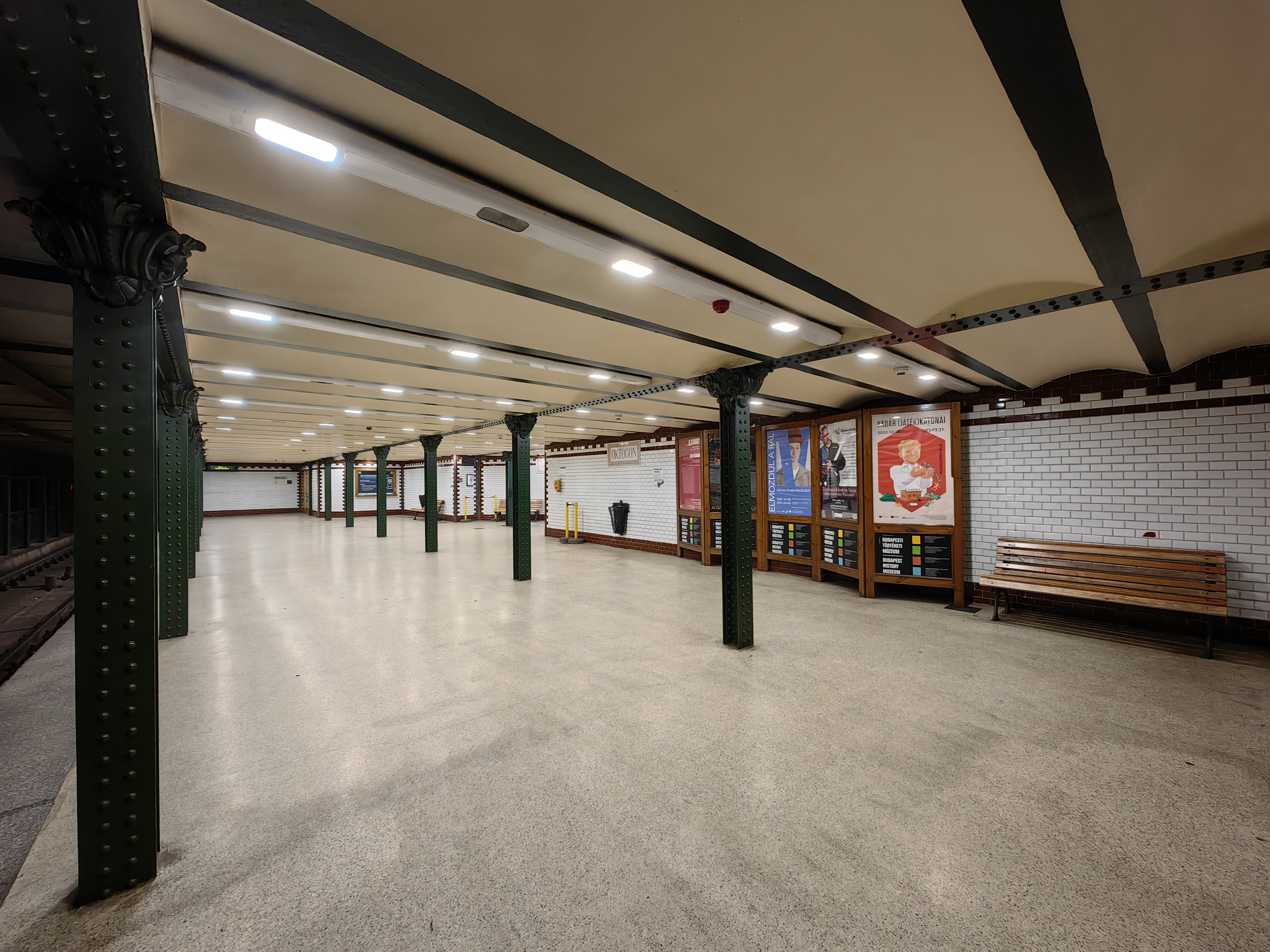
Oktogon
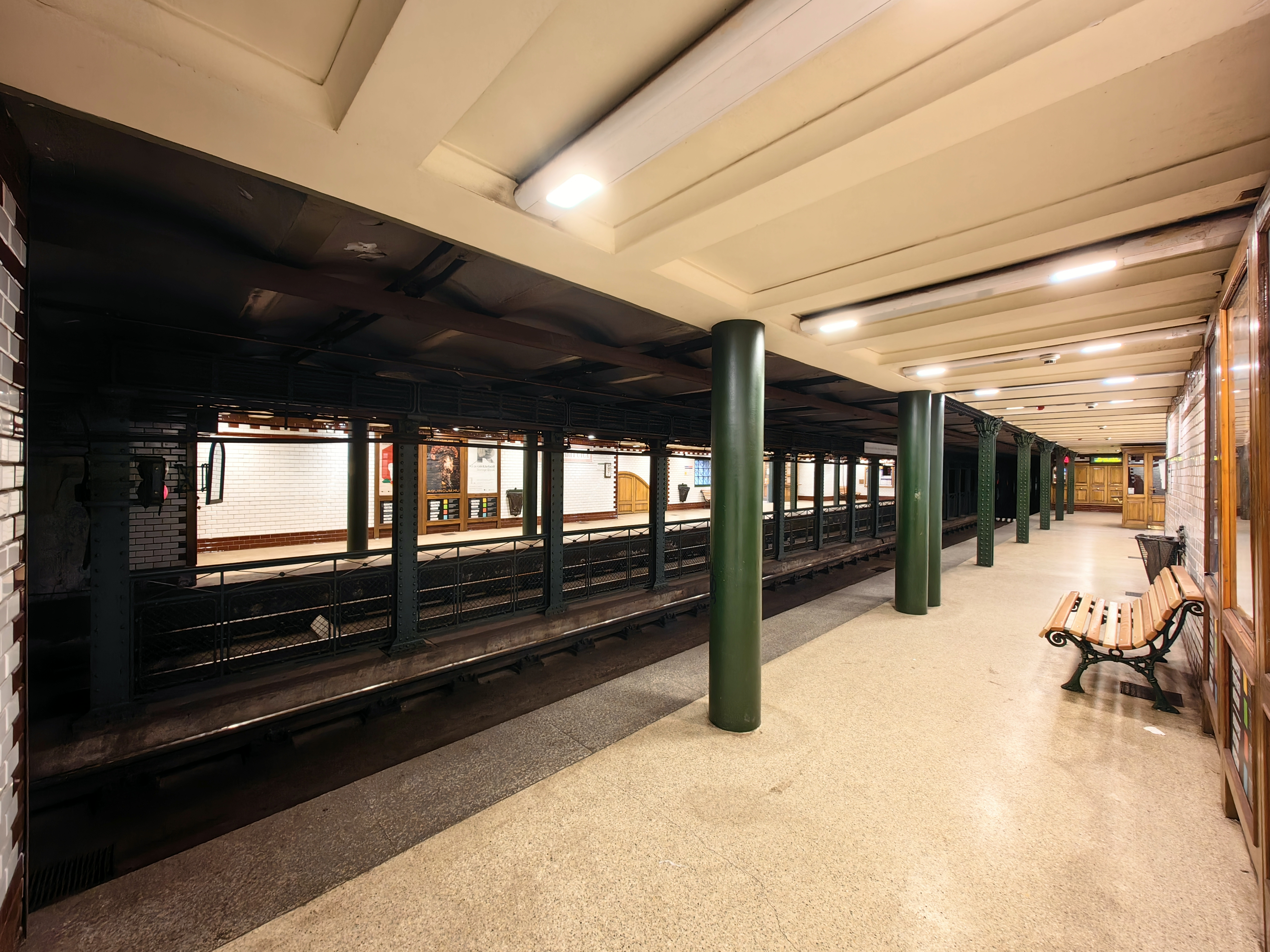
Vörösmarty utca
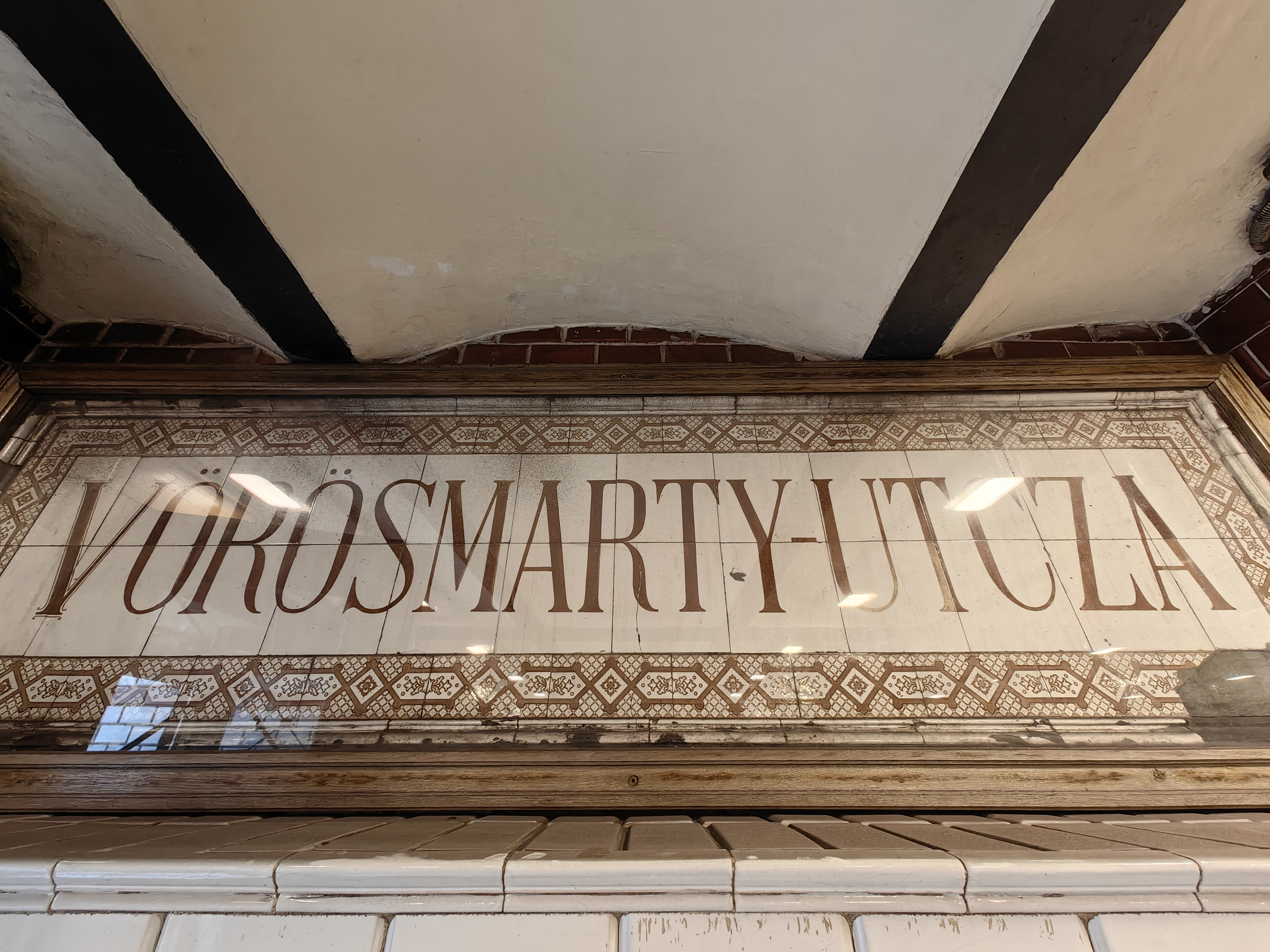
Vörösmarty utca
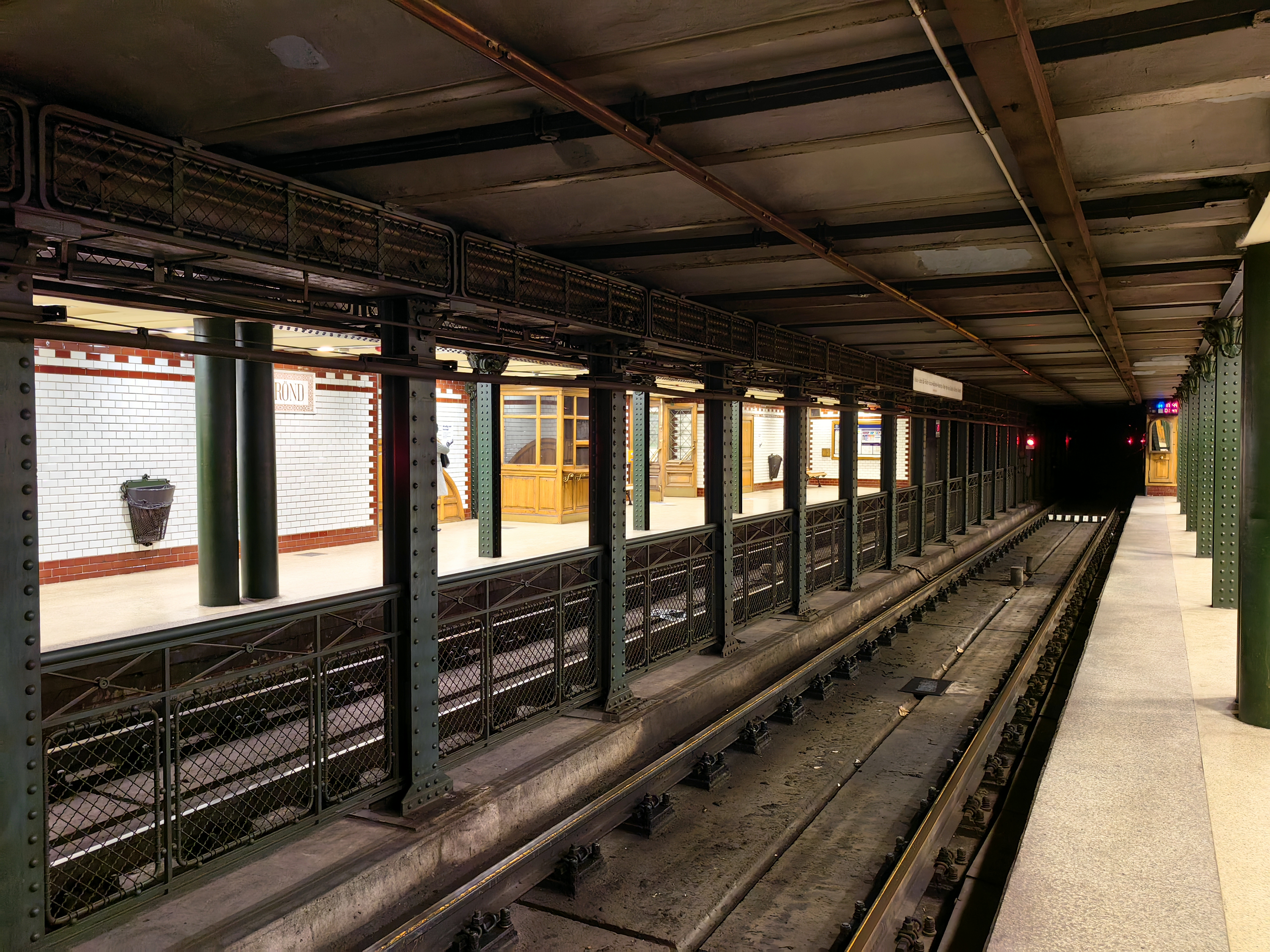
Kodály körönd
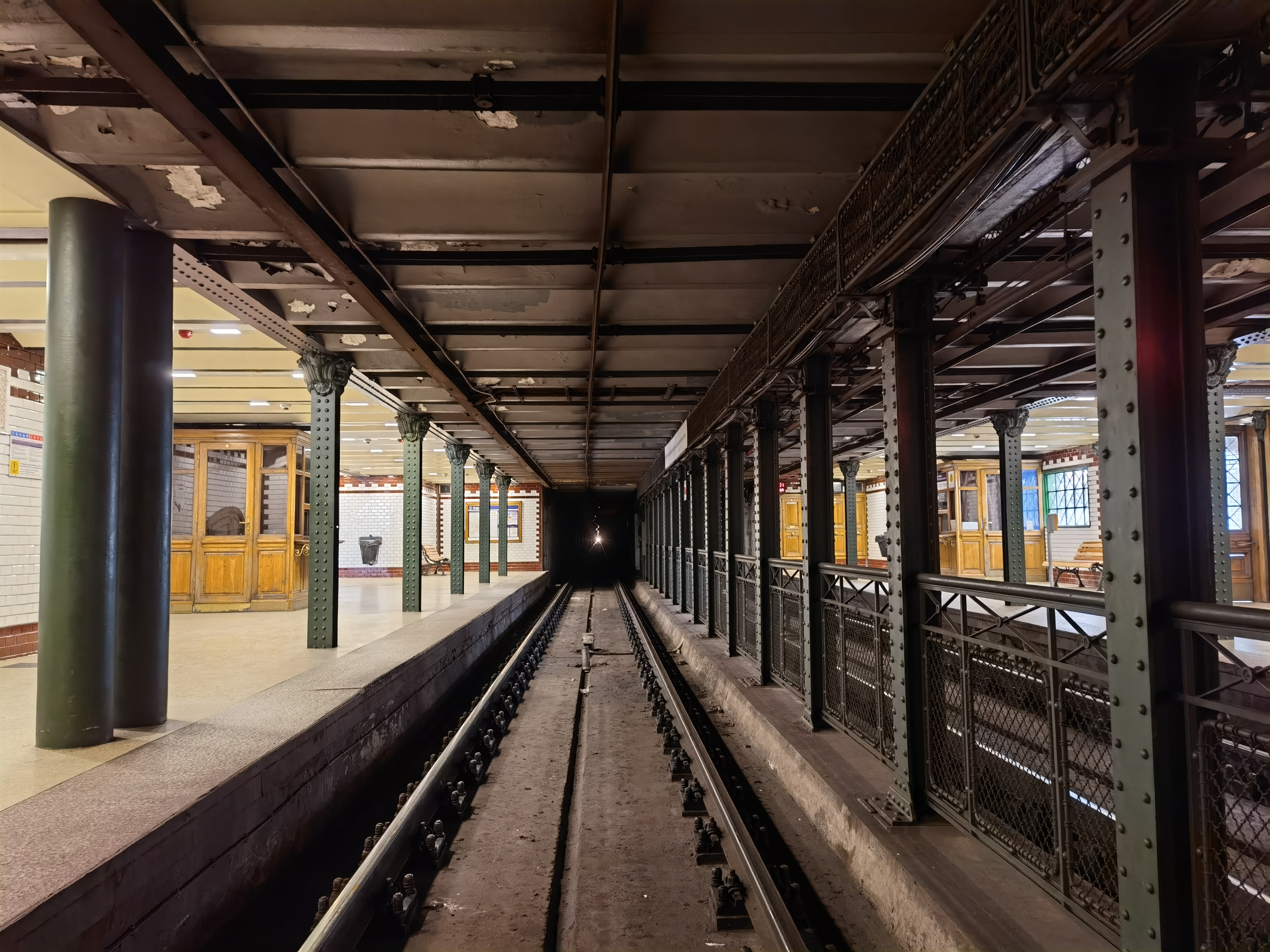
Bajza utca
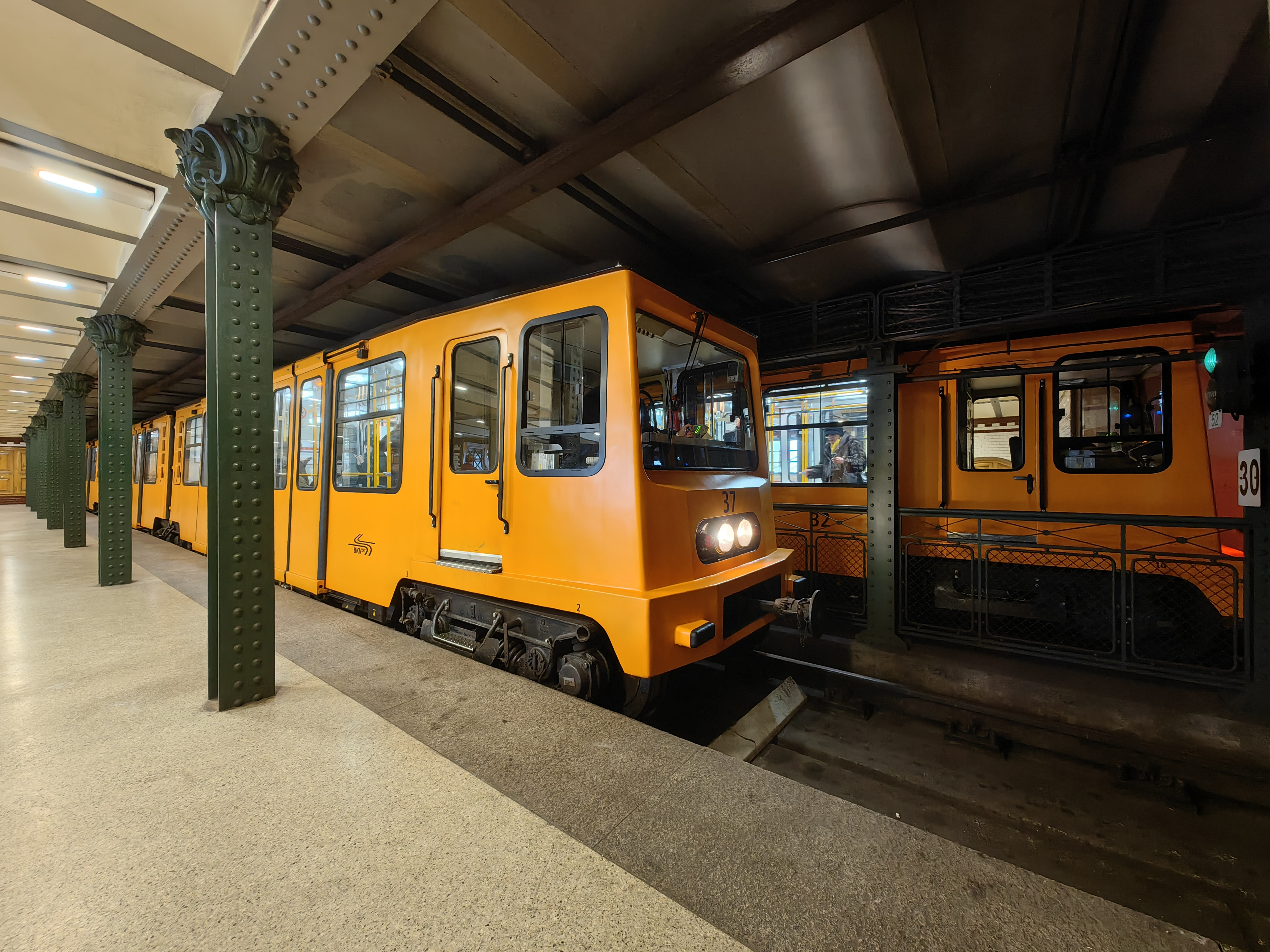
Hősök tere
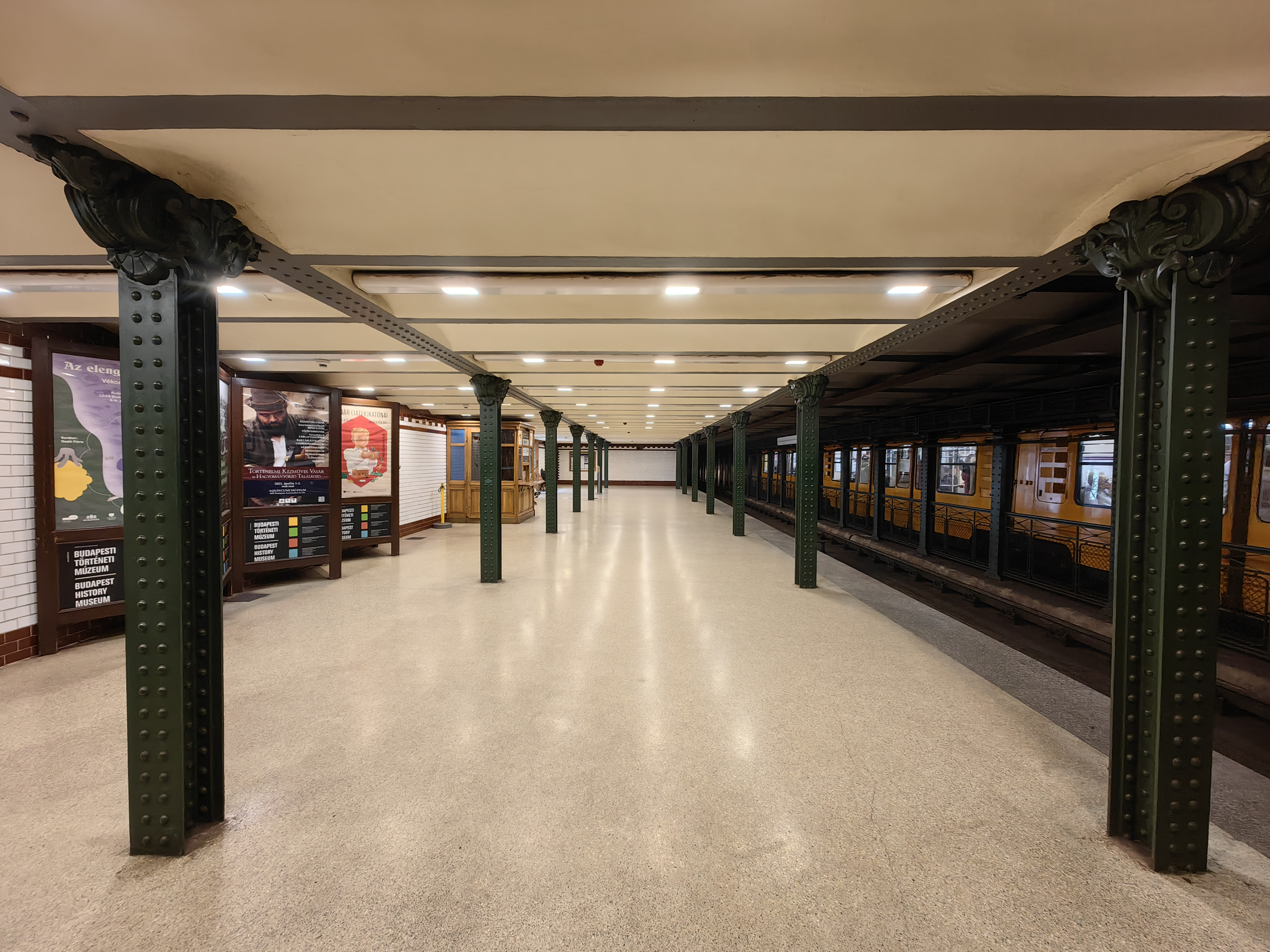
Hősök tere
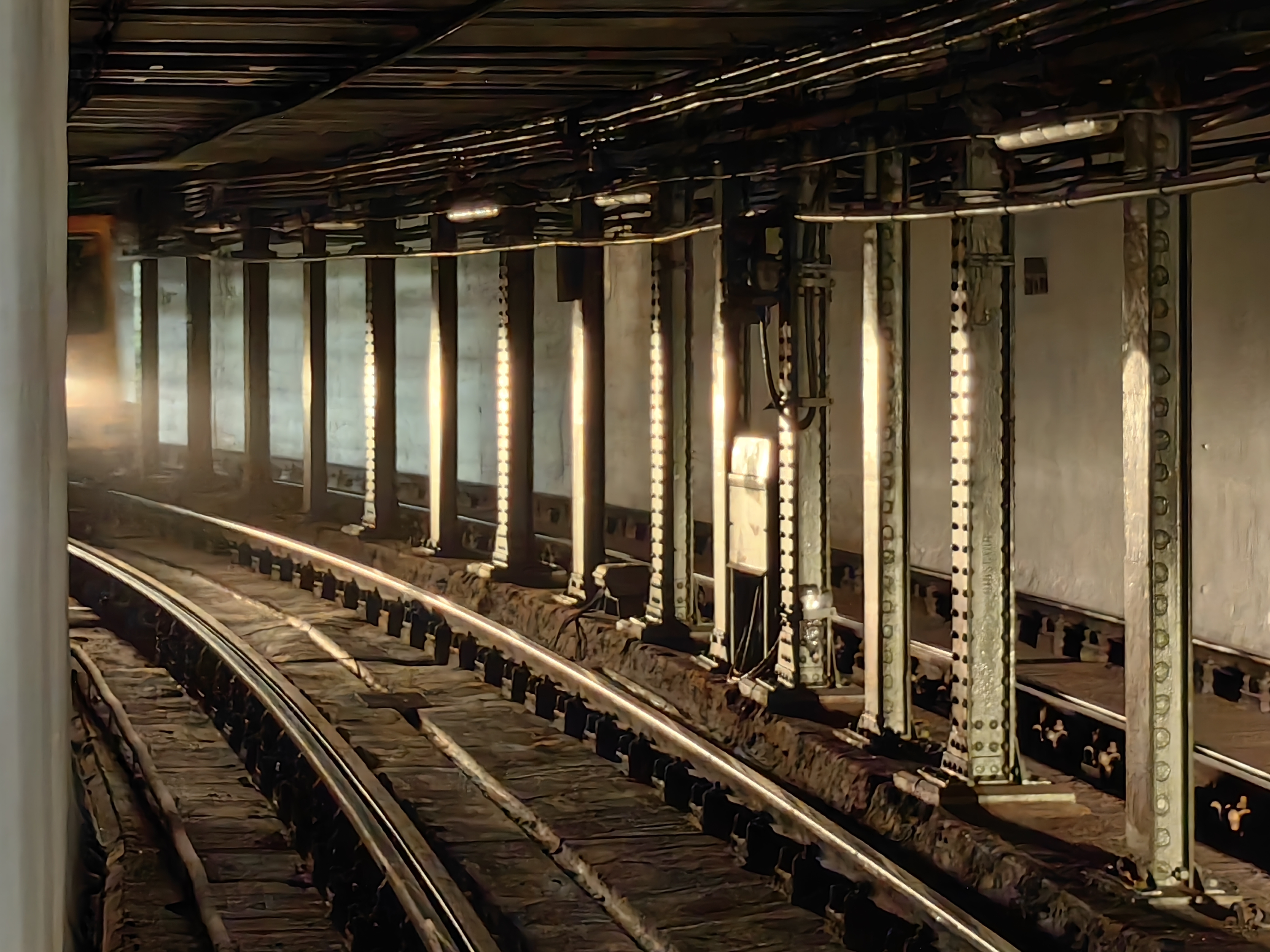
tunnel
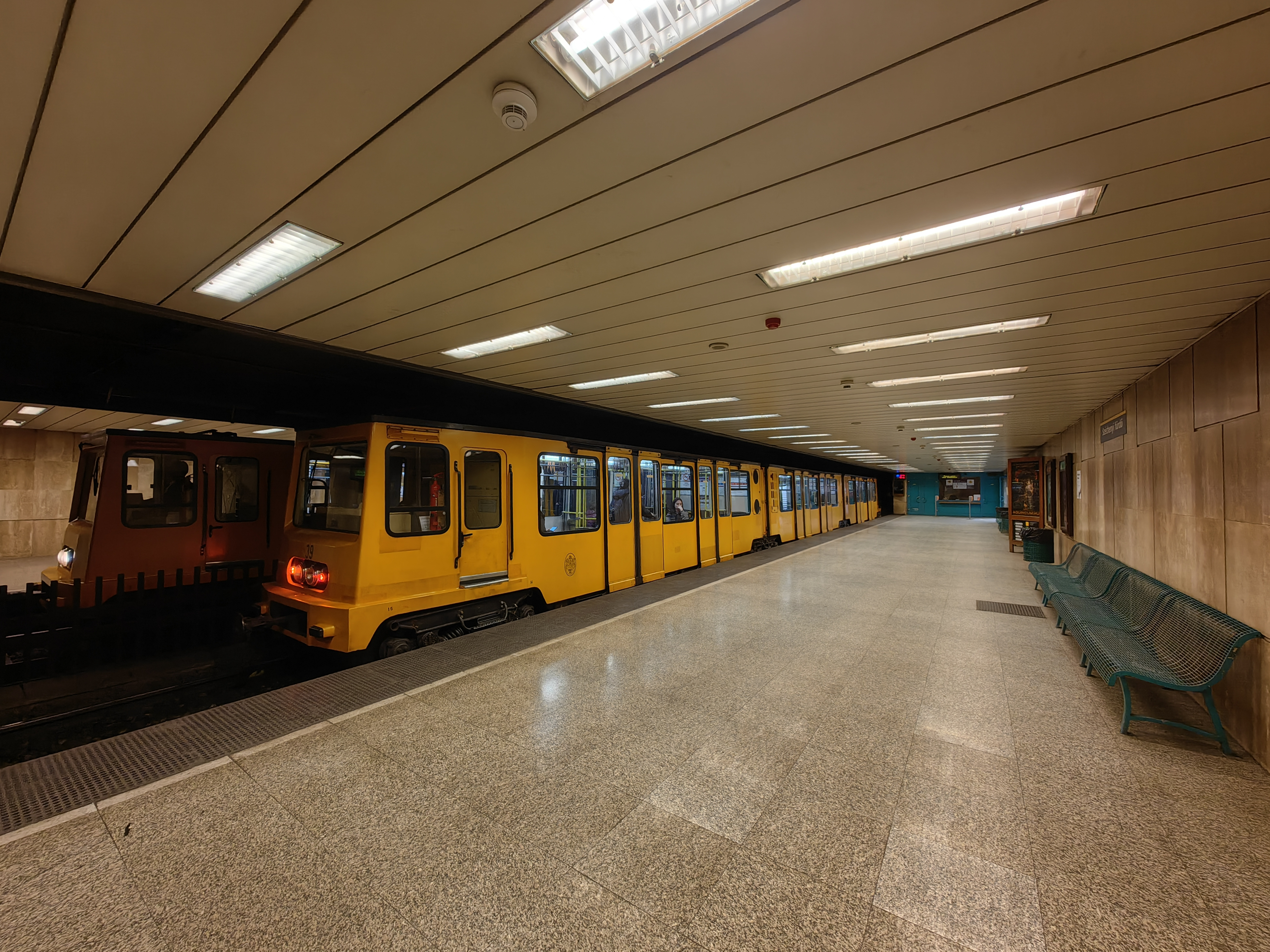
Széchenyi fürdő
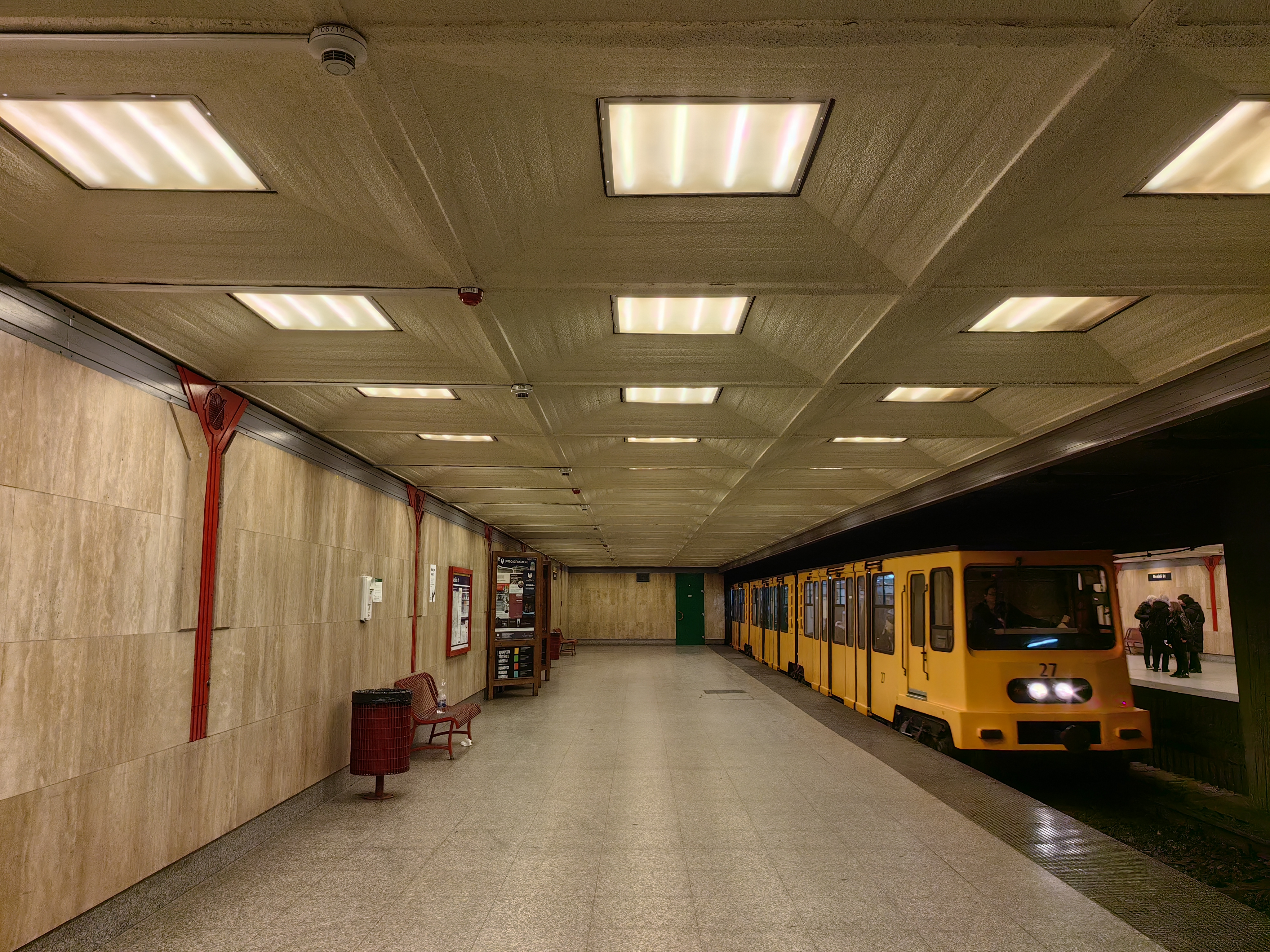
Mexikói út